# Ferdinand Helfried von Meggau

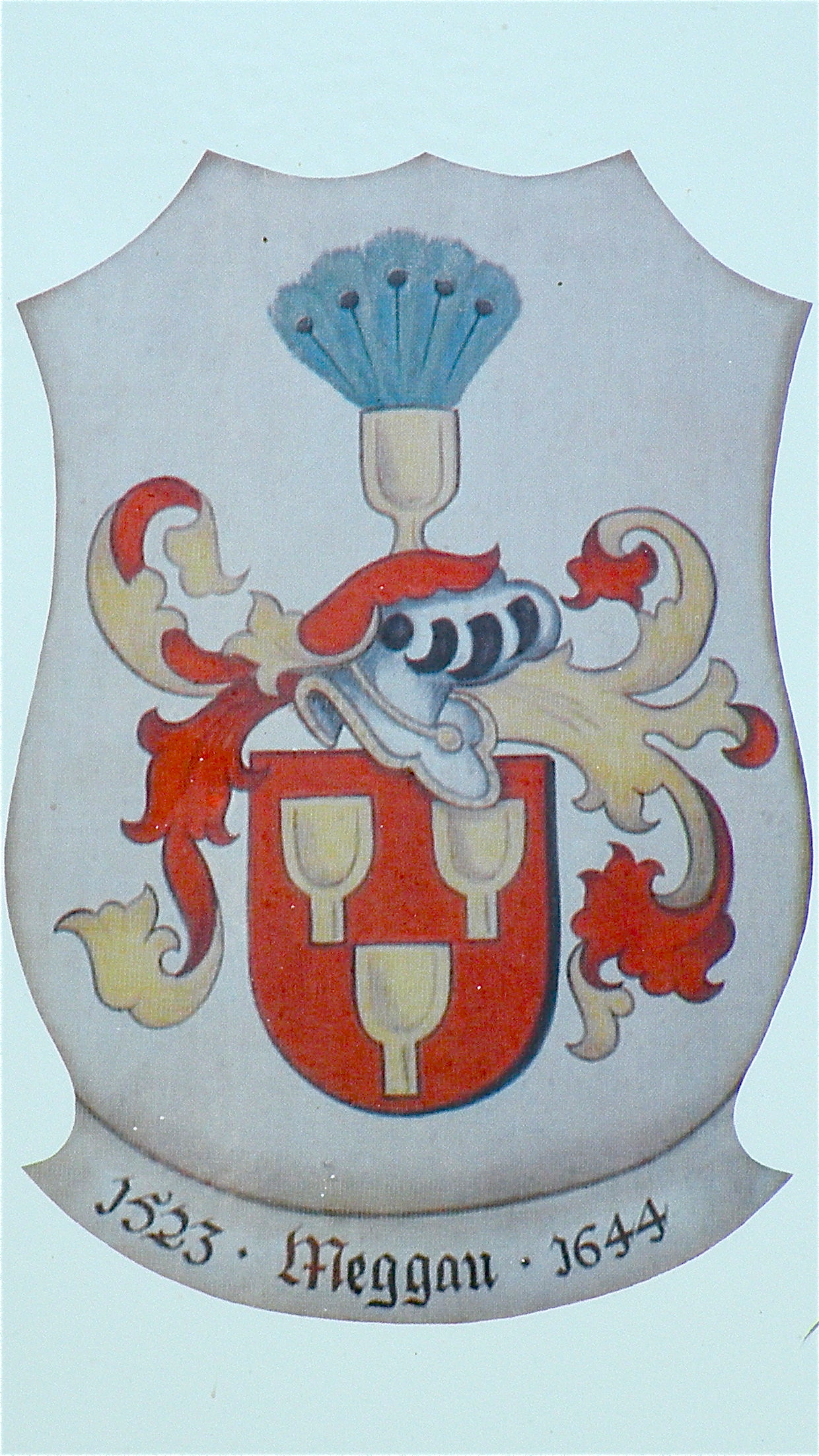
Wappen der Herren von Meggau, Burg Kreuzen

Ferdinand Helfried von Meggau (auch Ferdinand Helfrich von Meggau geschrieben; * 1533/1539; † 10. Juli 1585 in Kreuzen) war von 1582 bis 1585 Landeshauptmann von Oberösterreich.

## Leben
Die Familie Meggau stammte ursprünglich aus Meißen und stand seit der Zeit Kaiser Maximilians I. im Dienst der Habsburger. Im Gegensatz zu den meist protestantisch gewordenen Adeligen blieb die Familie Meggau katholisch. Ferdinand Helfrieds Eltern waren Landeshauptmann Helfried von Meggau und Veronica von Mainburg.
Im Jahr 1548 erwarb Ferdinand Helfried die Ämter Weißenbach und Königswiesen, 1556 kam die Pfandschaft Burg Ruttenstein dazu. Im Jahr 1565 stiftete er das Spital zu Kreuzen, die Vorläufereinrichtung des späteren Kurhauses von Bad Kreuzen. Am 12. Oktober 1571 wurde Meggau in den Freiherrenstand erhoben. Zwischen 1573 und 1584 strengte die Stadt Grein mehrere Gerichtsprozesse gegen Ferdinand Helfried von Meggau an. Von 1582 bis zu seinem Lebensende war Ferdinand Helfried von Meggau Landeshauptmann von Oberösterreich.

## Familie
Ferdinand Helfried von Meggau vermählte sich 1556 mit Ursula Gienger, die Schloss Ennsegg erbte. In zweiter Ehe heiratete er Susanna Veronika von Harrach.
Nachkommen aus erster Ehe:
- Anna Maria von Meggau
- Hans Kaspar Freiherr von Meggau
- Ferdinand Balthasar

Nachkommen aus der zweiten Ehe:
- Leonhard Helfried von Meggau (1577–1644), Obersthofmeister in Wien und Statthalter des Erzherzogtums Österreich unter der Enns.
- Susanna Veronika von Meggau
- Ferdinand Helfrich Balthasar Freiherr von Meggau (Ferdinand Helfried II.)